# Laelianus

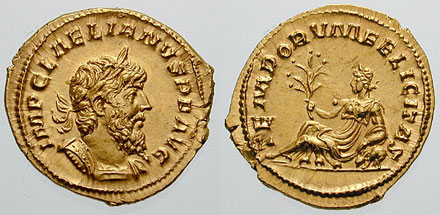
Laelianus auf einem Aureus. Die Abbildung auf der Rückseite stellt eine Verbindung zu Hispania her.

Ulpius Corneli(an)us Laelianus  († 269 wahrscheinlich in Mainz) war ein Usurpator gegen Postumus, den Kaiser des vom Römischen Reich abgefallenen Imperium Galliarum.
Laelianus erklärte sich 269 in Mogontiacum (dem heutigen Mainz) zum Kaiser. Obwohl seine genaue Position unbekannt ist, wird angenommen, dass er ein Offizier unter Postumus war. Laelianus stellte wegen der zwei Legionen, die er kommandierte, eine große Gefahr für Postumus dar. Trotzdem dauerte die Rebellion nur ungefähr zwei Monate, bevor er exekutiert wurde, vermutlich durch seine eigenen Soldaten.
Die Belagerung von Mainz war für Postumus ebenso fatal: Er wurde getötet, vermutlich weil er seinen Truppen die Erlaubnis verweigerte, die Stadt nach ihrer Eroberung zu plündern.
Über Laelianus ist wenig bekannt. Er trägt den gleichen Namen wie eine prominente spanische Adelsfamilie, die Ulpii, zu denen Kaiser Trajan gehört, und könnte ein Verwandter gewesen sein. Dies wird unterstützt durch einen starken Hinweis auf Spanien auf einem Aureus, den er schlagen ließ, geformt in der Gestalt Hispanias, sich seitlich an ein Kaninchen anlehnend. Wenn er wirklich zur Familie Trajans gehört hat, mag dies der Grund gewesen sein, warum Spanien sich nach seinem Tod wieder dem römischen Kaiser Claudius Gothicus anschloss.